# William Galiwango
William Galiwango est un boxeur ougandais né le 26 février 1961 à Kampala.

## Carrière
William Galiwango est médaillé d'or aux championnats d'Afrique de Kampala en 1983 dans la catégorie des poids super-légers.
Aux Jeux olympiques d'été de 1984 à Los Angeles, il est éliminé au deuxième tour  dans la catégorie des poids super-légers par le Nigérian Charles Nwokolo (en).